# Caripe (municipalité)
Pour les articles homonymes, voir Caripe.
Caripe est l'une des treize municipalités de l'État de Monagas au Venezuela. Son chef-lieu est Caripe. En 2011, la population s'élève à 33 738 habitants.

## Géographie

### Subdivisions
La municipalité possède cinq paroisses civiles et une parroquia capital, traduite ici par « capitale » (en italiques et suivie d'une astérisque) avec, chacune à sa tête, une capitale (entre parenthèses) :
- Capitale Caripe * (Caripe) ;
- El Guácharo (El Guácharo) ;
- La Guanota (La Guanota) ;
- Sabana de Piedra (Sabana de Piedra) ;
- San Agustín (San Agustín) ;
- Teresén (Teresén).

## Administration

### Liste des maires
Au Venezuela, une municipalité est dirigée par une ou un maire, alcalde en espagnol.
| Période                                  | Période  | Identité          | Étiquette | Qualité                                      |
| ---------------------------------------- | -------- | ----------------- | --------- | -------------------------------------------- |
| 1989                                     | 1995     | Jesús Tamoy       | AD        | 1er maire élu, réélu en 1992                 |
| 1995                                     | 2004     | Hermes Torrivilla | AD        | 2e maire élu, réélu en 2000                  |
| 2004                                     | 2013     | Alirio Amundaray  | PSUV      | 3e maire élu, réélu en 2008, homme politique |
| 2013                                     | 2017     | Ángel Rodríguez   | PSUV      | 4e maire élu                                 |
| 2017                                     | 2021     | Orangel Salazar   | PSUV      | 5e maire élu                                 |
| 2021                                     | En cours | Dalila Rosillo    | PSUV      | 6e mairesse élue, docteure                   |
| Les données manquantes sont à compléter. |          |                   |           |                                              |